# (8148) 1985 CR2
(8148) 1985 CR2 là một tiểu hành tinh vành đai chính. Nó được phát hiện bởi Henri Debehogne ở Đài thiên văn La Silla ở Chile ngày 15 tháng 2 năm 1985.